# KK-MPi 69
Die KK-MPi 69 ist eine Kleinkaliber-Maschinenpistole, die in der DDR für Ausbildungszwecke entwickelt und gebaut wurde. Hersteller war das Fahrzeug- und Jagdwaffenwerk „Ernst Thälmann“ in Suhl.

## Beschreibung

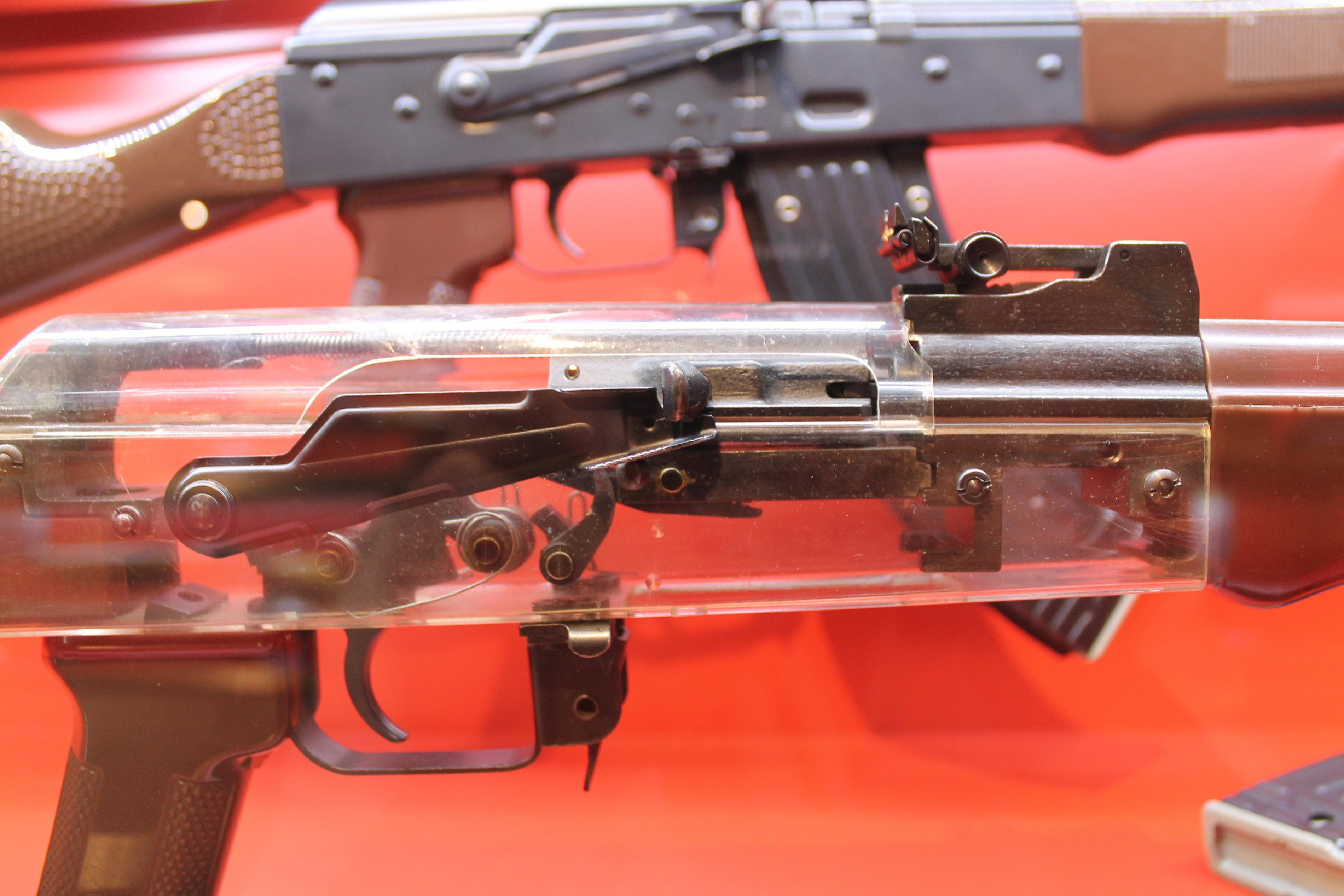
Schnittmodell

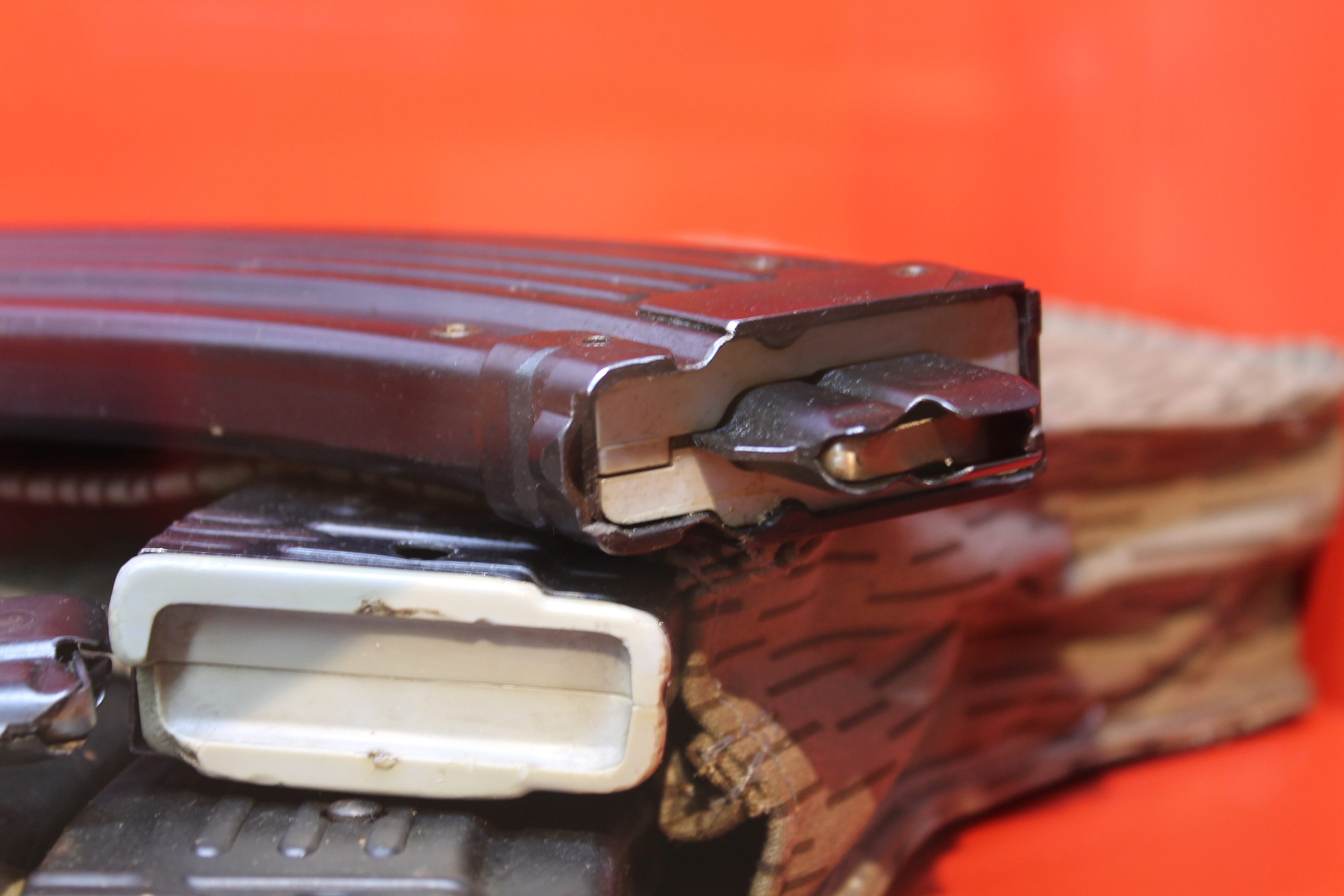
Detail Magazin

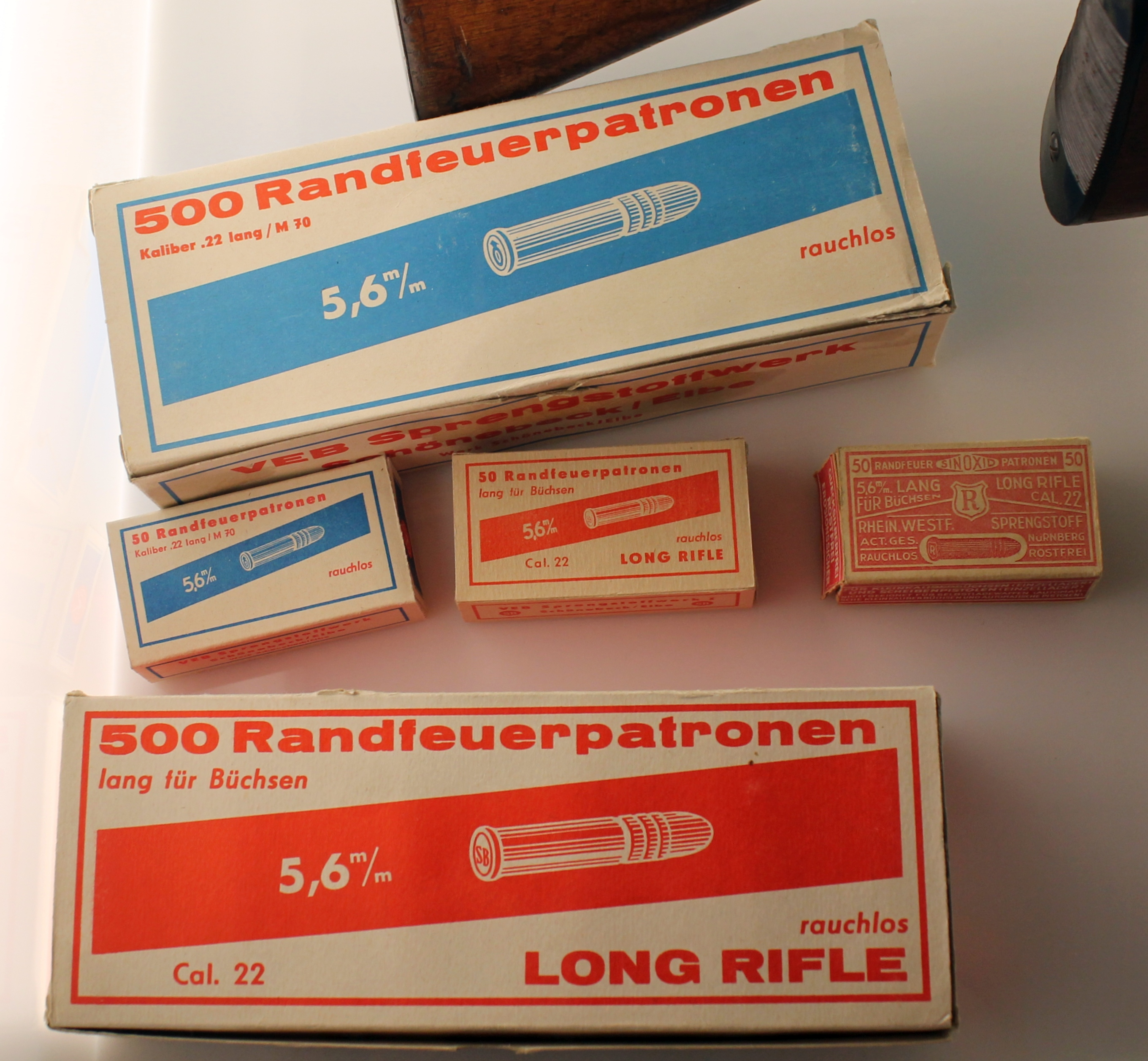
Munitionspackungen, oben M70

Die Waffe ist ein Rückstoßlader mit unverriegeltem Masseverschluss im Kaliber 5,6 mm, ausgelegt für die in Schönebeck speziell hierfür gefertigte Patronenladung M70. Kolben und Handschutz waren aus Kunststoff gefertigt, die Munitionszuführung erfolgte über ein einreihiges Kurvenmagazin. Länge und Masse der Waffe, Form und Masse des Magazins sowie die Bedienelemente waren mit den in der NVA eingeführten Versionen der Kalaschnikow weitgehend identisch. Die Schließfeder war schwächer dimensioniert und auf den geringeren Rückstoß der KK-Patronen abgestimmt. Äußerlich waren sich beide Waffen sehr ähnlich. Die Form des Handschutzes (schmaler als bei der AK-47), der fehlende Gaskanal sowie die fehlende Mündungsmutter boten einen optischen Unterschied zur originalen MPi. Alle KK-MPi 69 waren mit Kolben, Pistolengriffen und Handschutzen aus braunem Kunststoff ausgestattet; eine Version mit klappbarer oder einschiebbarer Schulterstütze gab es nicht. Weitere Unterschiede waren der fehlende Putzstab und die nicht vorhandene Bajonettaufnahme. Die Waffe konnte wie das Original Einzel- und Dauerfeuer abgeben; die dazu erforderlichen Einstellungen am Sicherungshebel waren die gleichen. Bei einer Mündungsgeschwindigkeit von 310 m/s betrug die Visier- und Einsatzschussweite 100 m.

## Einsatz
Die KK-MPi 69 wurde hauptsächlich im Rahmen der Wehrerziehung der GST zum Trainieren der Schießfertigkeit mit halb- und vollautomatischen Waffen eingesetzt. In geringerem Umfang kam sie innerhalb der NVA bei der Schießausbildung zum Einsatz. Für einen echten militärischen Einsatz ist die Waffe ungeeignet, da sie sehr stark zu Ladehemmungen neigt, wobei hier zumeist die Patrone aus dem einreihigen Magazin nicht korrekt in den Lauf eingelegt und deshalb zerquetscht wird.

## Waffenrecht
Die Waffen befanden sich im Besitz der GST und wurden mit dem Ende der DDR von deren Nachfolgeorganisation Bund Technischer Sportverbände (BTSV) an die NVA übergeben. Für Waffen der NVA galt zu dieser Zeit ein Verkaufsverbot, so dass der gesamte Bestand von knapp 50.000 Waffen verschrottet werden sollte. Trotzdem gelangten Exemplare in der Schweiz und den alten Bundesländern in den Waffenhandel.